# Richard Teichmann
Richard Teichmann (Lehnitzsch bei Altenburg, 24. prosinca 1868. – Berlin, 15. lipnja 1925.), njemački šahovski majstor i kompozitor šahovskih studija. Bio je jedan od vodećih igrača svog vremena. Kako je često na turnirima završavao na petome mjestu, zadobio je nadimak „Richard Peti”.
Teichmann je važio za igrača starog kova. Njegova igra počivala je na teoriji Wilhelma Steinitza. Razumio je pozicijski šah i bio izvrstan šahovski kompozitor. Treći svjetski šahovski prvak José Raúl Capablanca nazvao ga je „jednim od najboljih igrača na svijetu”. Od njega potječe poznata maksima: „Šah je 99% taktika!”